# Abbotsford, New South Wales
Abbotsford este o suburbie în Sydney, Australia, situată în zona de guvernare locală City of Canada Bay, 10 km vest de la centrul orașului. Codul poștal este 2046.